# Alcis monticola
Alcis monticola là một loài bướm đêm trong họ Geometridae.